# Salvatore Minieri
Salvatore Minieri (1973) è un giornalista, scrittore e reporter italiano.

## Biografia
Ha lavorato per Il Mattino , La Gazzetta di Caserta, Il Roma, Corriere di Caserta, Italia News. Le sue inchieste hanno portato alla luce alcuni scandali nel campo delle ecomafie operanti nel Mezzogiorno italiano.
Nel gennaio del 2008, dopo la pubblicazione di una sua inchiesta sui beni gestiti dalla malavita organizzata, è stato vittima di un attentato intimidatorio a colpi di arma da fuoco, nei pressi della sua abitazione.
Ha pubblicato il libro, nel 2014, "I Padroni di Sabbia -  Castel Volturno, storia di un abbandono", sulla condizione delle coste campane e dei corsi d'acqua avvelenati in provincia di Caserta. Il libro, in particolare, racconta la storia della speculazione edilizia del "Villaggio Coppola" avvenuta con un notevole utilizzo di suolo demaniale su cui sono stati costruiti edifici utilizzando oltre un milione e mezzo di metri cubi di cemento. 
Nel 2015, un suo reportage ha fatto scoprire quella che è stata definita dal capo della Forestale all'epoca dei fatti, Sergio Costa, la "discarica di rifiuti più grande d'Europa", venuta alla luce nell'ex area Pozzi, a Calvi Risorta, in provincia di Caserta. 
Nel 2016, ha pubblicato il libro "I Pascià, storia Criminale del clan Bardellino e della discoteca Seven Up", nel quale ha svelato i segreti della nascita dei Casalesi e le collaborazioni del clan casertano con i cartelli di Escobar, sotto l'egida del Partito Socialista Italiano, della Massoneria e della parte deviata della Democrazia Cristiana. Per la prima volta, ne I Pascià è stata avanzata l'ipotesi di attentato per l'esplosione mortale della grande discoteca di Formia (Latina), gestita proprio dal clan Bardellino con le ombre della Banda della Magliana che avevano iniziato a interessarsi ai pacchetti azionari della struttura. Il libro è stato stampato in tre edizioni, visto lo straordinario successo ottenuto a pochi mesi dall'uscita.
A luglio del 2017, ha pubblicato il libro "Criminal, Enriqueta Martì la donna più sanguinaria d'Europa" (Edizioni Italia, 367 pagine), un viaggio terrificante nella Barcellona di inizio Novecento che tratteneva il fiato al passaggio di Enriqueta Martì, la Vampira di Barcellona, prima donna a sfruttare la pedofilia come fonte "industriale e massiva" di guadagno, tra gli orchi della Catalogna più ricca e borghese. Il libro si è aggiudicato il Premio Letteratura 2017, Fondazione Culturale "A. De Sisto". Il testo tratta anche della condizione politica europea nei primi decenni del Novecento e documenta le rivoluzioni barcellonesi (con atti mai pubblicati prima) contro lo strapotere del clero e della politica di Madrid.
È stato minacciato più volte dai clan della zona in cui si ostina a vivere. Una delle sue denunce ha trascinato davanti alla Direzione Distrettuale Antimafia di Napoli i figli del ras Vincenzo Lubrano, vicinissimo a Totò Riina e a Bernardo Provenzano, coinvolto, inoltre, nell'uccisione del sindacalista Franco Imposimato, fratello del Giudice Ferdinando (il primo omicidio del viluppo sanguinario tra Cosa nostra, Camorra e Banda della Magliana). I fratelli Giuseppe e Gaetano Lubrano, a seguito delle minacce rivolte al giornalista nel 2011, sono stati condannati con rito abbreviato, rispettivamente, ad una pena pari ad anno e quattro mesi il primo e ad un anno il secondo.
Ha vinto il Premio Nazionale "Olmo" per la sezione Giornalismo d'Inchiesta e gli è stato assegnato il Premio Nazionale "Legalità Campania" e il World Solidarity Award per il suo impegno professionale in difesa dell'ambiente e della legalità. Ha ricevuto il premio Alma "Recordi di Valori" dall'Ordine dei giornalisti della Campania. Vive tra Formia, sul litorale laziale, e Pignataro Maggiore, in provincia di Caserta.